# Canthyporus latus
Canthyporus latus är en skalbaggsart som beskrevs av Omer-cooper 1965. Canthyporus latus ingår i släktet Canthyporus och familjen dykare. Inga underarter finns listade i Catalogue of Life.